# ハリーファ・ビン・ハマド・アール＝サーニー
ハリーファ・ビン・ハマド・アール＝サーニー（アラビア語: خليفة بن حمد آل ثاني、Khalifa bin Hamad Al Thani、1932年 - 2016年10月23日）はカタールの元首長（アミール）。1972年に首長の座に就き、1995年に息子ハマドに首長の座を奪われた。カタールの現首長タミームの祖父。
名前のうち、ハリーファが個人名。ハマドは父の名で、「ビン・ハマド」はハマドの息子を意味する。

## 経歴
ハリーファは1932年、カタールのライヤーンで生まれた。当時のカタールはイギリスの保護国であり、外交権に制限があった。
ハリーファの父ハマドは、当時のカタール首長アブドッラーの息子であり、ハマドは1935年に父から皇太子の指名を受けた。しかしアブドッラー在位中の1948年に死去し、首長の座は翌1949年、ハマドの兄アリーが継いだ。
1957年、ハリーファは教育相に就任。その後、副首長に指名された。
1960年10月24日、アリーが首長を引退し、息子のアフマドが継ぎ、アリーの甥であるハリーファは次期首長に指名された。
ハリーファは1970年5月29日に首相に任命された。カタールは1971年9月3日にイギリスから独立。
1972年2月22日、首長アフマドの政治手腕に疑問を抱いた王族サーニー家の支持を受け、ハリーファが首長に就任。この交代劇を、欧米のマスコミはクーデターと報じたが、カタールの民衆は単なる権力譲渡と受け取った。
首長となったハリーファは政治改革に着手。王族の財産特権の一部を廃止した。さらに外相を兼務。1972年4月19日には憲法を改革、大臣の数を増やして内閣を拡大した。この内閣はその後10年以上改選されなかった。また、外交を重視し、新たに数カ国と大使を交換した。
ハリーファの政治改革により、権力構造に大きな変化が生じた。権力は自身である首長に集中し、皇太子などの権限が縮小した
。
ハリーファは外国の石油会社と共同で油田を開発した。1985年1月に米国のスタンダード・オイル・オブ・オハイオと提携、1986年2月にアモコ と提携した。1989年1月にはフランスのエルフ・アキテーヌと提携。これらの提携により、カタールの歳入が増加した。
1989年7月18日、初の内閣改造が行われ、前任者のほとんどが退任、内閣は15名となった。1992年9月1日に再び内閣改造が行われ、17名となった。
1995年7月、ハリーファが外遊でスイスのジュネーヴに滞在しているとき、息子のハマドが権力を掌握、首長に就任した。その後はフランスに滞在。
2004年にカタールに帰国。

## 妻と子
ハリーファは4人の妻を持ち、5人の息子と10人の娘がいる。
- アムナ・ビント・ハッサン・ビン・アブドゥラ・アール＝サーニー Sheikha Amna bint Hassan bin Abdulla Al Thani
  - (男) アブドゥルアズィーズ（英語版）, 石油相兼財務相 (1972–1991)
  - (女) ノーラ Sheikha Noora bint Khalifa
- アイーシャ・ビント・ハマド・アール＝アティーヤ Sheikha Aisha bint Hamad Al Attiyah 
  - (男) ハマド、1995年から2013年までカタールの首長
  - (女) ヒッサ Sheikha Hissa bint Khalifa
  - (女) アミナ Sheikha Amina bint Khalifa
  - (女) ジャフラ Sheikha Jafla bint Khalifa
  - (女) アマル Sheikha Amal bint Khalifa
- ルドハ・ビント・ジャシム・ビン・ジャブル・アール＝サーニー Sheikha Rudha bint Jassim bin Jabr Al Thani
  - (男) アブドッラー、首相 (1996–2007)
  - (男) ムハンマド Sheikh Muhammed bin Khalifa
  - (女) アイーシャ Sheikha Aisha bint Khalifa
  - (女) ムーザ Sheikha Mouza bint Khalifa
  - (女) マルヤム Sheikha Maryam bint Khalifa
- ムーザ・ビント・アリ・ビン・サウド・アール＝サーニー Sheikha Mouza bint Ali bin Saud Al Thani
  - (男) ジャーシム Sheikh Jassim bin Khalifa
  - (女) アルアヌド Sheikha Al Anud bint Khalifa
  - (女) ノウフ Sheikha Nouf bint Khalifa